# 馬戈梅加吉·努羅夫

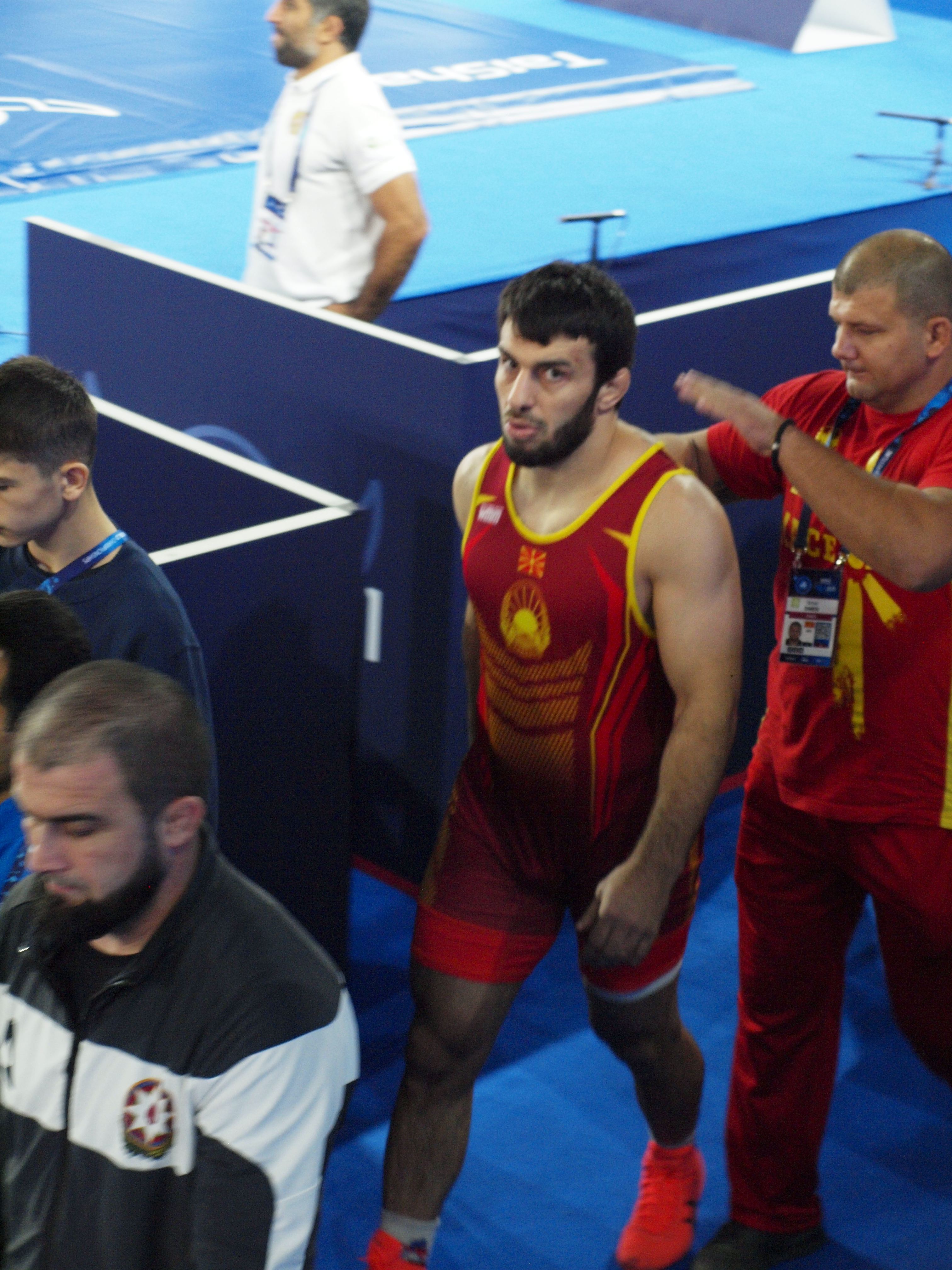
马戈梅加吉·努罗夫

馬戈梅加吉·努羅夫（俄语：Магомедгаџи Омардибирович Нуров，1993年4月19日—）是俄羅斯裔北馬其頓自由式角力運動員。他在2019年世界角力錦標賽97公斤級賽事奪得銅牌。他代表北馬其頓參加2020年夏季奧林匹克運動會。

## 生涯
2018年，他在2018年地中海運動會男子自由式97公斤級賽事奪金。

## 外部連結
- 馬戈梅加吉·努羅夫在United World Wrestling（英语）
- 馬戈梅加吉·努羅夫在Olympedia（英语）